# قضاعة الأنهار للإقليم المداري الجديد
قضاعة الأنهار للإقليم المداري الجديد (الاسم العلمي: Lontra longicaudis)، نوع من القضاعة وفصيلة ابن عرس. موطنه في أمريكا الوسطى وأمريكا الجنوبية وجزيرة ترينيداد. وهو يشبه جسديًا قضاعة النهر الشمالي والجنوبي، يطول من 90 إلى 150 سنتيمترًا (35-59 بوصة)، يستحوذ الذيل على حوالي الثلث. يتراوح وزن الجسم من 5 إلى 15 كيلوغرامًا (11-33 رطلًا).